# Raffaele Fiorini
Raffaele Fiorini (Musiano di Pian di Macina, 15 luglio 1828 – Bologna, 18 ottobre 1898) è stato un liutaio italiano.

## Biografia
Fu una delle figure liutarie più rappresentative ed eclettiche della storia della liuteria moderna italiana, autore di una rinascita di quest'arte nel capoluogo emiliano i cui benefici effetti perdurano fino ai giorni nostri.
Trascorse la prima giovinezza a Bazzano con i genitori Petronio Fiorini, mugnaio, e Orsola Dozza, presso il Mulino della Sega, esercitando la stessa professione del padre e mostrando nel contempo spiccati talenti artistici e musicali.
Tra l'altro di quest'epoca si conoscono anche alcuni suoi acquarelli degni di nota.
Fu durante il periodo bazzanese che si avvicinò all'arte della liuteria e cominciò a costruire strumenti.
Dopo una decina di anni da queste prime esperienze e contatti fu poi l'intuizione di un celebre violinista bolognese, il professor Carlo Verardi, che lo indusse ad aprire bottega a Bologna nel 1868, quand'egli era già quarantenne. 
Così si trasferì in città con la famiglia, ed avviò la sua attività nell'affascinante ambientazione di Palazzo Pepoli, non lontano dal Liceo Musicale.
Seppe in breve guadagnarsi un posto di rilievo nel suo nuovo ambiente, attirando a sé un certo numero di apprendisti di talento: Augusto Pollastri e, in seguito, il figlio Cesare, , Cesare e Oreste Candi, Armando Monterumici e il figlio Giuseppe che, ad appena 9 anni, riusciva già a scolpire i ricci per i violini del padre. Tutti nomi destinati alla fama e a divenire liutai di riferimento del ventesimo secolo. 
Dalla storica bottega uscirono principalmente violoncelli, violini e qualche contrabbasso; oggi restano pochi violini, ma diversi violoncelli, riconoscibili dal modello classico e dalla vernice ad olio rosso-bruna.
Ottenne un premio (medaglia d'argento con plauso) all'esposizione internazionale di musica di Arezzo del 1882, e la medaglia d'argento all'esposizione di Torino del 1884.
Raccolse anche consensi ed elogi per i restauri, che si racconta, suscitarono ammirazione perfino a Parigi, in tutta la Francia e in altri paesi europei.
Si procurò la stima universale non solo per il suo talento, ma anche per la sua bontà d'animo e la sua onestà impeccabile.
Fu scritto che ancora a settant'anni, pochi giorni prima della morte, era dominato da un ardore giovanile che faceva meravigliare i giovani stessi.

## La liuteria bolognese moderna dopo Raffaele Fiorini
Qui uno schema delle connessioni e derivazioni di questa tradizione come è stata influenzata da Raffaele Fiorini: 
Dettagli in formato pdf:

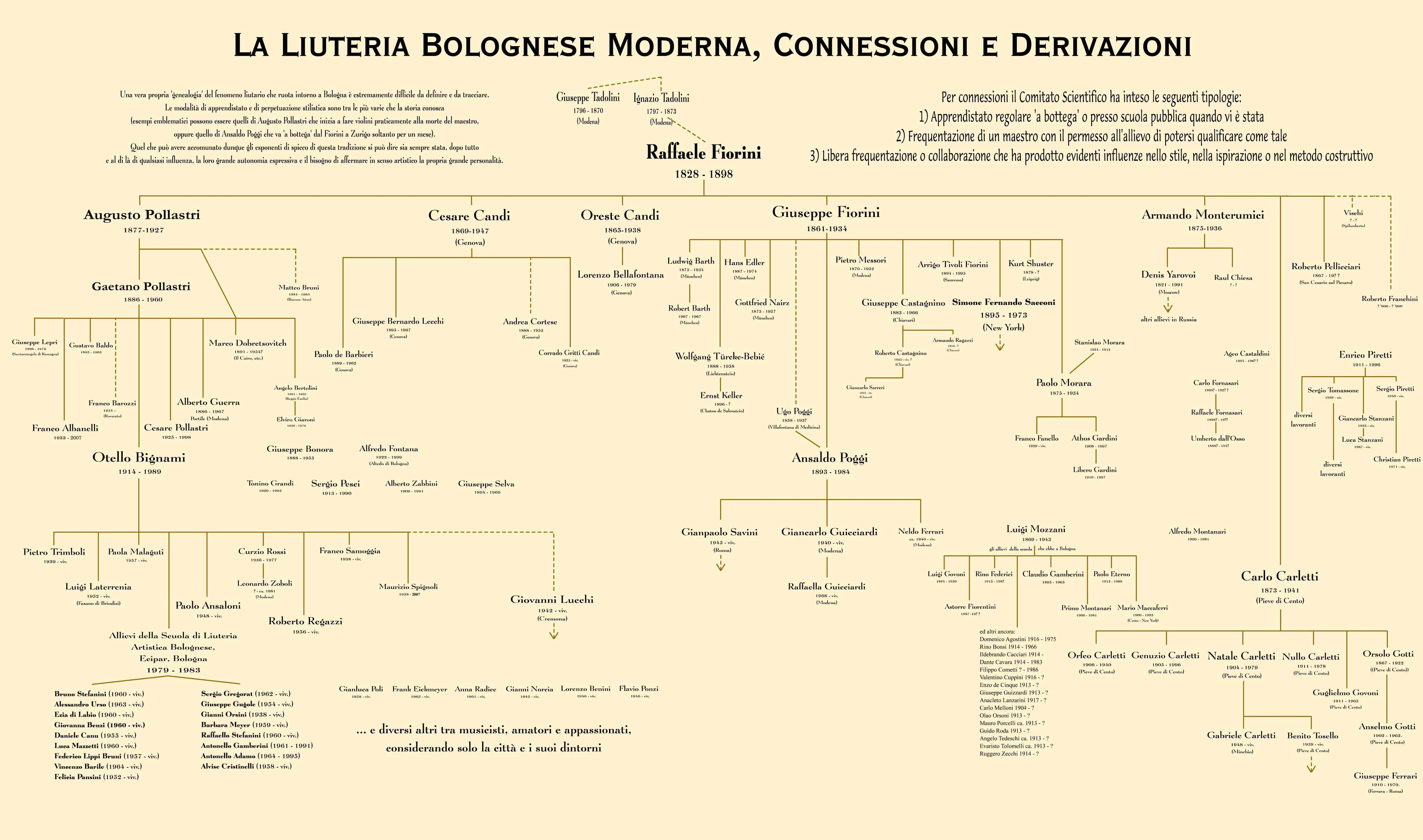
Schema della liuteria bolognese moderna (cliccare 2 volte per ingrandire

Connessioni e derivazioni della liuteria bolognese moderna da Raffaele Fiorini